# جون ديفيز (منافس ألعاب قوى)
جون ديفيز (بالإنجليزية: John Davies) هو منافس ألعاب قوى نيوزيلندي، ولد في 25 مايو 1938 في لندن في المملكة المتحدة، وتوفي في 21 يوليو 2003 في أوكلاند في نيوزيلندا بسبب ورم ميلانيني.

## وصلات خارجية
- جون ديفيز على موقع اللجنة الأولمبية الدولية (الإنجليزية)
- جون ديفيز على موقع أوليمبيديا (الإنجليزية)
- جون ديفيز على موقع اللجنة الأولمبية النيوزيلندية (الإنجليزية)
- جون ديفيز على موقع اتحاد ألعاب الكومنولث (مؤرشف) (الإنجليزية)